# Plaid (linge de maison)
Pour les articles homonymes, voir Plaid (homonymie).
Un plaid est un grand tissu épais de laine sergée, en tartan la plupart du temps. Il servait de manteau aux Écossais[réf. souhaitée] pour lesquels il affirme une appartenance à un clan. C'est aussi le nom d'une couverture de voyage à carreaux écossais. Aujourd'hui, on nomme aussi plaid un tissu fabriqué en coton ou en fibres synthétiques dites polaires. Il est utilisé comme tapis de voyage, couverture ou encore nappe de pique-nique. 

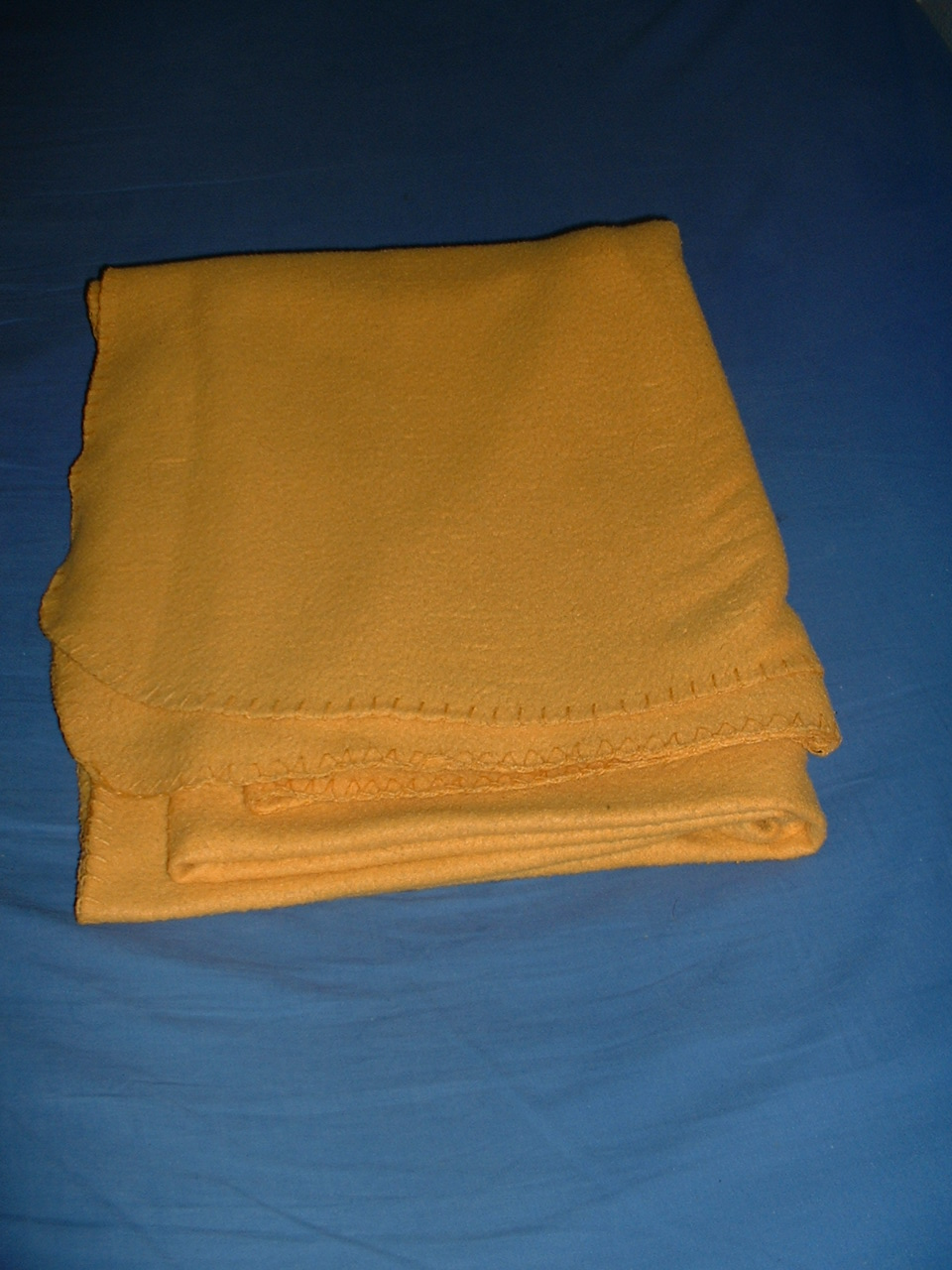
Un plaid.
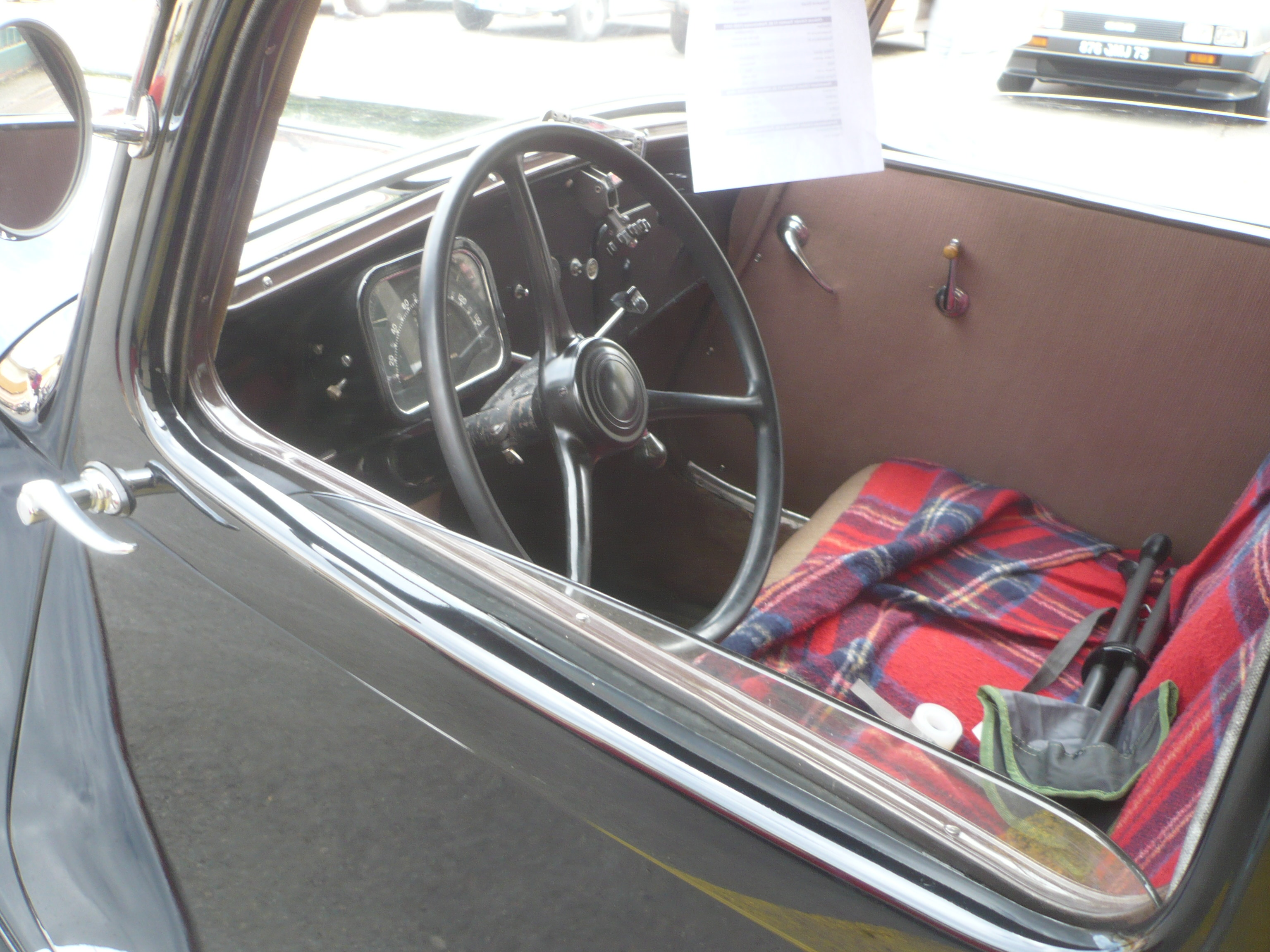
Des plaids écossais, utilisés comme couvertures pour les sièges d'une automobile.